# Gérard Rabaey

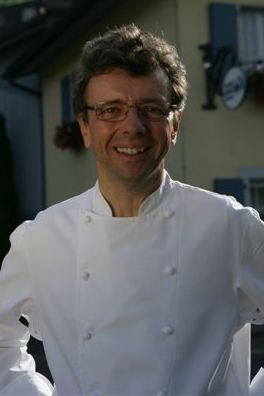
Gérard Rabaey (2010)

Gérard Rabaey (* 6. Januar 1948 in Caen) ist ein französischer Koch, der seit den 1970er Jahren in der Schweiz lebt.

## Leben
In den 1970er Jahren übernahm er das Restaurant Mon Moulin in Charrat in der Schweiz. 1978 eröffnete er mit seiner Frau das Restaurant Auberge de Veytaux bei Montreux.
Im Jahr 1980 kaufte das Paar ein heruntergekommenes Hotel in Brent, 200 Meter oberhalb vom Montreux.
Hier öffnete er das Restaurant  Le Pont de Brent, das schon bald mit einem Michelinstern ausgezeichnet wurde.
1998 erhielt das Restaurant drei Sterne im Guide Michelin. Im selben Jahr veröffentlichte er sein erstes Buch Le Pont des délices und nahm an der Kochshow L'école des chefs im Schweizer Fernsehen teil.
Am 23. März 2010 gab er bekannt, dass er nach mehr als 30-jähriger Tätigkeit Ende 2010 in den Ruhestand gehen.  Er übergab das Restaurant an Stéphane Décotterd, mit dem er seit über 10 Jahren zusammenarbeitete.
Im März 2018 kehrte er für zwei Tage in seine ehemalige Wirkungsstätte zurück, um mit seinem Nachfolger zu kochen.

## Auszeichnungen
- 1989: Médaille de la Ville de Paris, von Jacques Chirac
- 1989: Koch des Jahres im Gault-Millau
- 1997: Drei Sterne im Guide Michelin 1998 für das Restaurant  Le Pont de Brent[3]
- 2004: Koch des Jahres im Gault-Millau[4]

## Veröffentlichungen
- Le Pont des délices. Favre Sa, ISBN 978-2828907778.
- Retour aux sources: Recettes, anecdotes et réflexions. Favre Sa (2013), ISBN 978-2828913687.